# Delphinium bolosii
Delphinium bolosii là một loài thực vật có hoa trong họ Mao lương. Loài này được C.Blanché & Molero mô tả khoa học đầu tiên năm 1983.